# 康皮斯特鲁
康皮斯特鲁（法語：Campistrous）是法国上比利牛斯省的一个市镇，属于巴涅雷德比戈尔区（Bagnères-de-Bigorre）拉内默藏县（Lannemezan）。该市镇总面积10.12平方公里，2009年时的人口为303人。

## 人口
康皮斯特鲁人口变化图示